# 超正統派 (ユダヤ教)

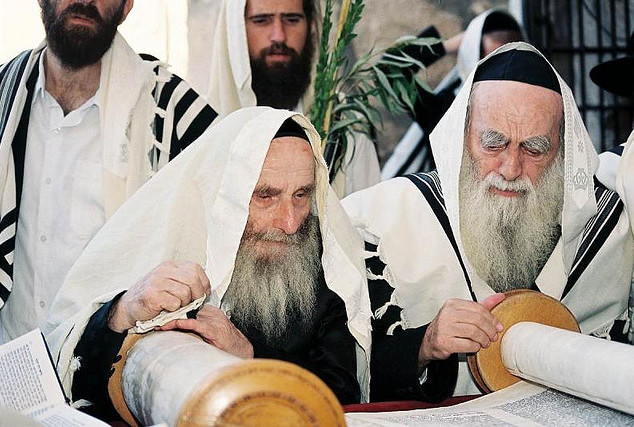
高齢の超正統派ユダヤ人男性がトーラーの詠唱を行っている様子

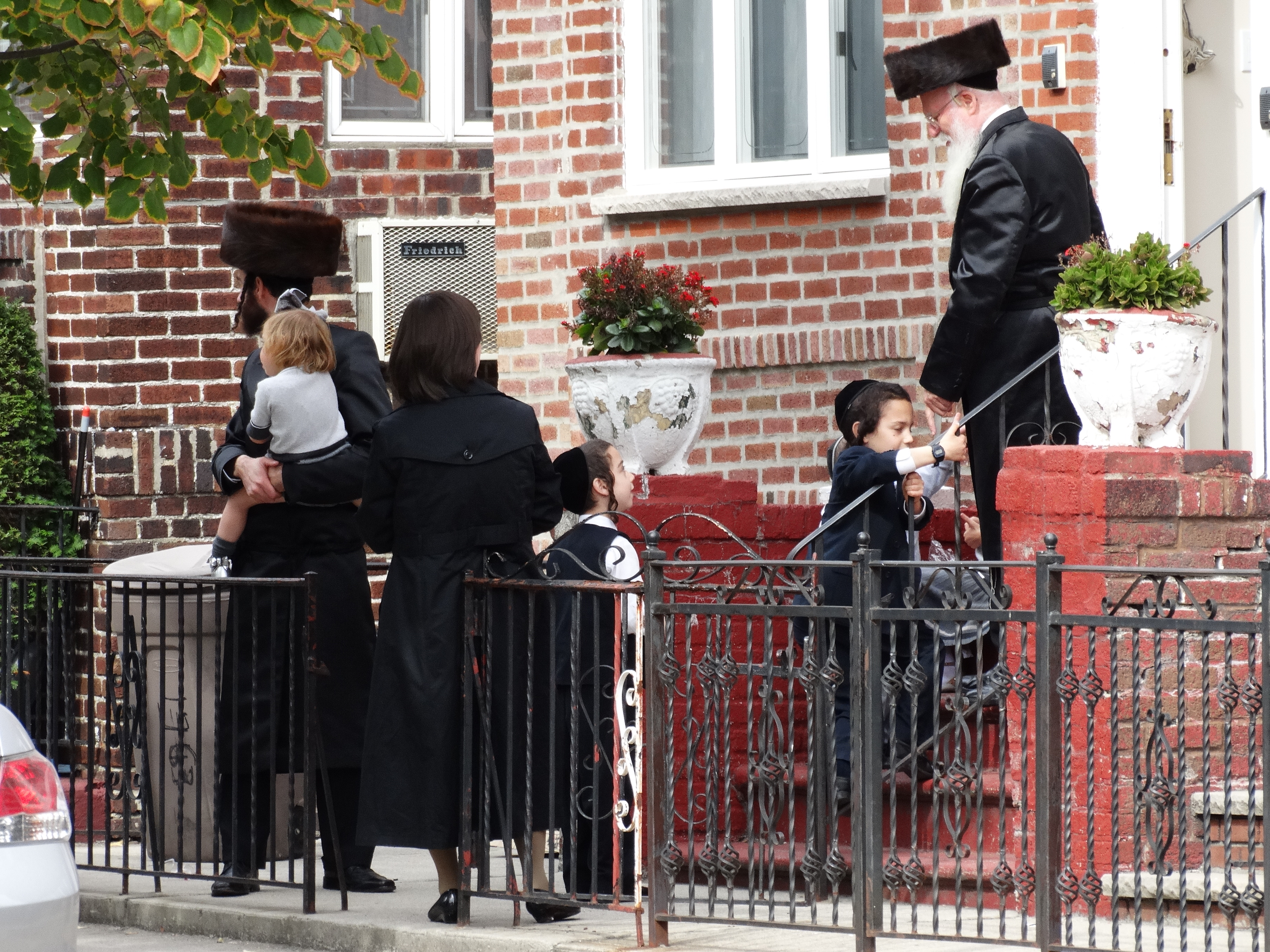
ハシディーム派の家族（アメリカ合衆国ニューヨーク市ブルックリン区にて）

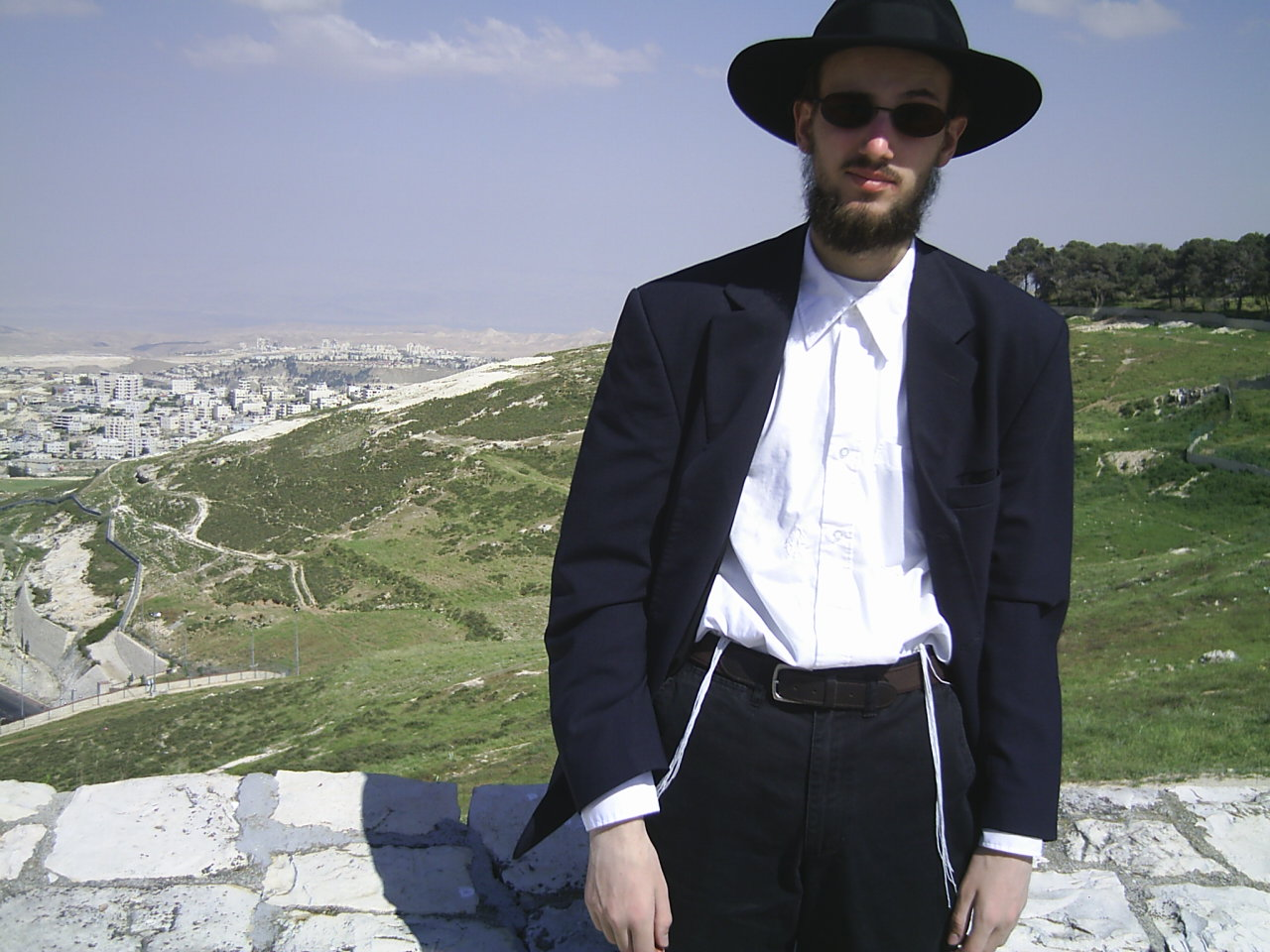
超正統派の男性信者
_{黒い帽子に黒いスーツ、長い髭を伸ばすのは超正統派男性信者の容姿の特徴でもある。}

超正統派、ハレーディー（ム）（חֲרֵדִים Haredi または Charedi Judaism, ultra-Orthodox Judaism）とは、ユダヤ教正統派のうち、教義や戒律を厳格に守る宗派。男性は世俗職に一切つかず、女性が稼ぎを担当するため貧困率が高く、イスラエルでは国による生活補助金で暮らす人が多い。欧米などイスラエル国外のユダヤ人にも超正統派のコミュニティがある。ヘブライ語の「ハレーディー」は単数形であり、複数形は「ハレーディーム」。動詞の「ハーラド」、形容詞の「ハーレード」に由来する。意味は「神を畏れる人」である。
幼少期から男女別に学校に通うが、男女が結婚して産む子供は神の恵みとする信仰上の理由から、合計特殊出生率が6を超え、イスラエル全体の3より高く、信者数が増加している。イスラエルの人口に占める超正統派の比率は、2014年時点報道での10%近くから、2019年1月時点の報道では12%（約100万人）へ増えている。21世紀半ばにはイスラエル人口の40%に達するとの予測もある。
イスラエルで18歳以上の男女に課せられる国防軍への徴兵義務も特別に免除されてきた。徴兵免除や補助金といった「特権」に世俗派から批判があるが、イスラエルの議会制度（厳正拘束名簿式比例代表）による強い政治力を背景に特権を維持してきた。しかし、2023年10月に始まったパレスチナとの戦争でイスラエル世論での不公平感がさらに強まり、最高裁判所は2024年6月、イェシーバーの男子学生を徴兵するよう政府に命じた。

## 特徴
イスラエルでは、エルサレムのメーアー・シェアーリーム地区、テルアビブ近郊のブネイ・ブラクなどに彼らの集住地域がある。外見的な特徴としては、男性は頭髪のもみあげを伸ばして黒い帽子・衣服を着用し、女性は鬘やスカーフで地毛を隠すことが多い。
男性信徒はイェシーバーに籍を置き、教義を学ぶことに一生を捧げることが求められているため、就労していない者が多く、代わりに女性（妻）が就労して家計を支える。そのため、幼稚園から男女別学であり、女性は超正統派でも世俗派に近い学習内容を学校で学ぶ。「男性は宗教を学ぶ。女性はそれを支える。それが幸せになる道だ」というのが超正統派における基本的な考えである。支えるメリットとして、男が宗教界で成功した際には、妻や母の超正統派内での地位も上がることとされている。これに加えて大家族のために貧困層が多く、イスラエル国内の信徒は、政府から生活保護費である補助金（一家族平均で月3,000～4,000シェケル）の支給を受け、税や社会保障負担も減免されている。このような超正統派への公費支出に不公平感を抱く世俗派ユダヤ教徒もいる。イディッシュ語話者が多い。
ユダヤ教の教義を学ぶことを最優先と考え、近代的な技術や価値観に否定的で、インターネットやテレビなどを利用せず、代わりに「パシュケビル」と呼ばれる超正統派地区内の街頭に貼られたポスターによって情報を得る。携帯電話は、ユダヤの律法に即した食べ物「コーシャー」のように、携帯電話にも「コーシャー・フォン」の承認マークが貼られている、宗教指導者から認定を受けた、通話機能のみが付いた機種しか使用できない。
性的表現の禁忌と性の分離を厳格に実施している。子供の頃から男女を分けて教育を行うほか、嘆きの壁での礼拝も男女別に柵で分けられる。異性交遊は禁止されているため、結婚は自由恋愛ではなく、仲介人を通じて家柄や宗教学校での成績によって相手を判断する見合い結婚がほとんどである。また、宗教や人種、内容が性的であるか無いかを問わず、女性の画像を見せることは慎みに欠けるとして避けられる傾向にあり、超正統派系の新聞では、ドイツのアンゲラ・メルケルやアメリカ合衆国のヒラリー・クリントンなどの女性政治家の姿を写真から消して（修整して）掲載したことがある。ハシディームと呼ばれる一派はさらに厳格であり、女性の姿を見ることはおろか、頭の中で想像することすら禁じている。また、トラブルを避けるため、超正統派の居住地区では「露出の多い服を着て地区内を歩かないように」といった注意書きが掲示されていることも多い。
超正統派の聖地はウクライナに存在している。
2010年代のイスラエルで発生するはしかの感染者のうち、85-90%は超正統派の人々であった。超正統派にはワクチン接種に反対するような教えはなく、宗教指導者も健康維持のために接種を勧めているが、超正統派は大家族構成で子どもが多い傾向があり、かつ貧困層が多いことから子供に接種を受けさせる余裕がない家庭が多いことが、保健当局から指摘されている。
超正統派と公衆衛生に関する出来事としては、アメリカ合衆国ニューヨーク市ブルックリンで、新型コロナウイルスに感染して死亡したユダヤ教超正統派の指導者の葬儀が*2020年4月28日 に行われた。外出禁止令が出ている中、警告を無視して多数の市民が追悼に集まったことから、ビル・デブラシオ市長の監督のもとニューヨーク市警察が解散させる事態となった。

## イスラエルへの認識
イスラエル国外の超正統派の一部はパレスチナの解放や反シオニズムの活動を行っている。特にナートーレー＝カルターの一派はイスラエルの建国すら認めていない。これは、イスラエルの再建はメシアの到来によってなされるべきであり、人為的に行うものではないという信念から来ている。
最も戒律を厳格に守る超正統派とほとんどが宗教行為を実践しない世俗派は、イスラエルでも対立している。
超正統派の基本的なグループの思想基盤はシオニズムではなくハシディズム（敬虔主義運動）であり、世界最大のハシディズムグループであるサトマール派やエダ・ハチャレイディス派などがこれにあたる。
防衛大学校名誉教授立山良司は2018年の論文にて、2016年時点でイスラエル国内におけるユダヤ人全体では「自らをシオニストと思う」と答えているのは73%であり、24%は「シオニストではない」と答えている。同論文では、イスラエルの現代正統派は24%、伝統派は14%、世俗派は24%、超正統派は63%が「シオニストではない」と回答したとされる。超正統派の派閥の多くはシオニズムに反対の立場であるが、ナチス・ドイツによるホロコースト後にイスラエルを緊急避難場所として超正統派を受け入れた事で、イスラエル国内の超正統派の一部の派閥はシオニズムを支持するようになったとされている。
超正統派ハレディ派の一部や、最も有名な超正統派サトマール派もイスラエルの世俗国家に反対している。どちらのグループも「ユダヤ人は罪に対する罰として神によってイスラエルから追放され、神はメシアの時代にのみ国家を再建する」と信じている。また、「それ以前に人がそれを実行する事が神に対する侮辱である」ともしている。一方で、両派閥がイスラエルに反対する理由は一部異なっている。超正統派ハレディ派の一部は、現代のイスラエル国家が宗教的な観点から正当化されないと考え、ユダヤ教の伝統的な解釈に基づき、メシアの到来までユダヤ人国家の再建を待つべきだと主張しているのに対し、超正統派サトマール派はシオニズムとイスラエル国家の設立に反対することで知られ、現代のイスラエル国家の設立がユダヤ教のメシア主義的信念に反すると見なしており、これは神の意志に反する人間の行動であると信じている。
超正統派はイスラエル領土となる前のパレスチナ地域にも定住していた。パレスチナ人の地域の領土を奪いイスラエルを建国したことに対し、超正統派の一部はイスラエルが聖書の「汝、殺すなかれ、盗むなかれ」に違反しているとして、「彼らは禁忌を犯した」という認識を持つ。「聖書の教えに反した行いは同胞といえど肯定できない」とし、「メシア（救世主）が現れないと真のユダヤ国家は実現できない、しかし、まだメシアは現れていない、だから現在のイスラエル国家は偽物であり、認められない」「メシアが現れるまでは建国を待つべきだ」という立場をとっている。
超正統派の一部はイスラエル建国の日に「ユダヤ人はイスラエルの残虐行為を糾弾する」と主張するデモを各国で行っており、イスラエル国家を祝福するイスラエル・パレードでは沿道の片側のある場所で横断幕やプラカードを立ててパレードに対し、「イスラエルはユダヤ国家ではない」と粛然と居並んで抗議している。
中でも「超正統派の中の超正統派」とされる団体ナートーレー＝カルターはイスラエル国内でさえパレスチナ解放運動と反シオニズム活動を行っており、正統派や世俗派などの他のユダヤ系やイスラエル国民から批判を浴びる事もあるが、彼らは「我々が仕えるのは神である」と反論している。また、パレスチナ人に対する人種差別的、虐殺的な扱いから「イスラエルが民主的である」という主張を拒否している。ガザ紛争 (2008年-2009年)から約一年後、ガザ解放運動期間にパレスチナへの支援目的に派閥メンバーの一部がガザ地区へ渡り、安息日をガザ地区のパレスチナ人と共に過ごした。
厳格なユダヤ教徒であるカナダのモントリオール大学ヤコブ・ラプキン教授は、「寛大な古き良きユダヤ教徒の姿をシオニストは侮辱した」と批判している。また、ラブキンは「シオニズムはユダヤ教の教義に反する」とも批判している。
2023年パレスチナ・イスラエル戦争では、イスラエル国外の超正統派のラビ（ユダヤ教の宗教指導者）が「私たちはパレスチナの隣人たちと平和に暮らしたいのです。」と声明を出し、イスラエル政府へ抗議活動を行った。

### 兵役問題
ほとんどの正統派信徒がイスラエル国防軍の兵役についているのに対し、超正統派は教義を学ぶことを理由に兵役を拒否している。政府も建国以来、兵役を免除していたが、1998年に最高裁判所が超正統派に対する免除措置は平等の原則に抵触するとして問題視。以降の政府による解決努力も不十分とされ、2014年3月に兵役を課す法案が国会で可決された。これにより、2017年から男性信徒に限り段階的に兵役が課されることとなったものの反発は強く、2018年11月にはエルサレムで抗議デモが発生した。以降は兵役義務を事実上免除するような小手先の時限的な法的措置で凌いだものの、2023年10月にはガザ地区を事実上統治するハマースとの戦争状態に突入したこともあり国内には不平等感が蔓延。2024年2月の世論調査では徴兵免除の見直しに回答者の64％、ユダヤ人に限れば70％が賛意を示し、同年3月には優遇措置に反発するデモも発生した。同年6月、最高裁は超正統派を徴兵し、ユダヤ教神学校の学生が徴兵に従わない場合は学校への補助金を停止するよう政府に命令した。この判断を受け軍は7月に超正統派に対する募集を開始し、同月下旬には召集令状発行に向けた手続きを開始した。超正統派に対する兵役は宗教的な問題にとどまらず、国会における超正統派政党からの支持を得たい政権の思惑など、政治的な要因も深く絡み合った複雑な問題と言える。 
2024年11月、軍は徴兵に応じない1126人に対して逮捕状を発出。2025年1月には超正統派の入隊が始まった。
ナハル・ハレーディー（Nahal Haredi）というイスラエル国防軍の超正統派部隊も存在する。しかし、ネタニヤフ政権による強制であるとして超正統派の政党は強制的な要請を拒否しているため、国防軍に超正統派のイェシバ派の学生を徴兵しないよう命令するなど、国防軍へ参加している超正統派は極少数にとどまる。

## 組織
グループには次のようなものがある：

### 政党
- ユダヤ・トーラ連合：アシュケナジム系の国政政党
- シャス：ミズラヒム・セファルディム系の国政政党

### その他
- アメリカ・アグダット・イスラエル Agudath Israel of America
- ハシディズムのグループ：Hasidic: ハバド・ルバヴィッチ Chabad Lubavitch, サトマール派 Satmar, ベルツ派 Belz, ボボフ派 Bobov, ボストン派 Boston, ゲル派 Ger, ヴィジュニッツ派 Vizhnitz, ブレスロフ派 Breslov, プパ派 Pupa, ボヤン派 Boyan, ムンカッチ派 Munkacz, リムニッツ派 Rimnitz といったグループ （ハシディズムの宮廷の一覧を参照）

## ラビ
- バアル・シェム・トーヴ（18世紀のハシディズム創設者）
- ヴィルナのガオン en:Vilna Gaon（リトアニア、ミスナグディーム）
- ハイム・ヴォロジン Rabbi Chaim of Volozhim （19世紀、ヴォロジン・イェシーバーなどの創設者）
- モーゼス・ゾーファー Rabbi Moses Sofer（18世紀から19世紀のラビ・宗教学者で、東欧の超正統派の指導者）
- ゲル派のラビ Rabbis of the Gerrer Hasidim（ポーランド出身、現在イスラエル）
- ハバド・ルバヴィッチのラビ Rabbis of Lubavitch
- アブアラム・イェシャヤフ・カレリッツ Rabbi Avraham Yishayahu Karelitz （イスラエルの超正統派の指導者）
- アハロン・コトラー Rabbi Aharon Kotler（アメリカ合衆国レイクウッド Lakewood のレイクウッド・イェシーバー Lakewood yeshivasの創設者）
- オバディア・ヨセフ Rabbi Ovadia Yosef（セファルディム系の超正統派、シャス党首）
- ヨセフ・シャーローム・エリアシヴ Rabbi Yosef Shalom Eliashiv（イスラエルの超正統派の指導者）

## 題材にされた作品
- アンオーソドックス